# Пять тысяч франков «Победа»
Пять тысяч франков Победа — французская банкнота, эскиз которой был утверждён 8 ноября 1934 года, выпущенная в обращение 26 сентября 1938 года. Находилась в обращении одновременно с 5000 франков Фламенг до замены на банкноту Пять тысяч франков Французский Союз.

## История
Банку Франции потребовалось некоторое время, прежде чем создать новый дизайн банкноты 5000 франков. В декабре 1897 года 5 000 франков Красная была лишена статуса законного платёжного средства и, кроме того, она не имела большого успеха. В августе 1914 года в связи с началом Первой мировой войны, дерегулированием банковской системы и для того, чтобы компенсировать нехватку ликвидности, руководство банка решило выпустить новую банкноту номиналом 5000 франков. В 1918 году была изготовлена небольшим тиражом банкнота 5000 франков Фламенг, выпущенная в обращение только спустя 20 лет. В 1934 году девальвация франка Пуанкаре поставила на повестку дня необходимость ввода новой банкноты 5000 франков. На конкурс было выставлено несколько проектов, и в результате 26 сентября 1938 года в обращение были выпущены сразу две банкноты в 5000 франков — «Победа» (подразумевается победа над экономическим кризисом) и «Фламенг».
Эта полихромная банкнота была напечатана благодаря новой технике, так называемой «мягкой» печати, она выпускалась до 1943 года.
Банкнота изъята из обращения 4 июня 1945 года, когда она окончательно лишена статуса законного платёжного средства. Общий тираж составил 32 100 000 экземпляров.

## Описание
Банкнота была спроектирована художником Себастьеном Лораном, гравюры выполнены гравёрами Жюлем Пилем и Ритой Дрейфус.
Доминирующие тона — жёлтый, зелёный и лиловый.
На лицевой стороне: в центре изображена женская фигура, представляющая Францию, с венком из оливковых ветвей, помещённая в концентрическую рамку из лавровых листьев. Она держит в руке «Крылатую Победу», символ, происхождение которого восходит к греческой чеканке и которая символизирует празднование новообретённого процветания.
На оборотной стороне тот же рисунок, но платье Франции голубое; дубовые ветви и ростки пшеницы расположены справа внизу.
Водяной знак — расположенный спереди бюст женщины, держащей в руках оливковую ветвь.
Размеры 230 × 125 мм.